# Pistki (Dywity)
Pistki (deutsch Piestkeim) ist der Name einer nicht mehr amtlichen Ortschaft in der polnischen Woiwodschaft Ermland-Masuren. Sie liegt im Gebiet der Gmina Dywity (Landgemeinde Diwitten) im Powiat Olsztyński (Kreis Allenstein).

## Geographische Lage
Die Ortsstelle Pistki liegt im Westen der Woiwodschaft Ermland-Masuren, zwölf Kilometer nordwestlich der Kreis- und Woiwodschaftshauptstadt Olsztyn (deutsch Allenstein).

## Geschichte
Der zu einem nicht bekannten Zeitpunkt entstandene kleine Ort Piestkeim wurde im Jahre 1785 als „adliges Gut und Vorwerk“ im Hauptamt Allenstein, Kreis Heilsberg, erwähnt. Die Volkszählung am 3. Dezember ergab drei Wohngebäude bei 46 Einwohnern.
Als im Jahre 1874 der Amtsbezirk Braunswalde (polnisch Brąswałd) im ostpreußischen Kreis Allenstein errichtet wurde, war de Gutsbezirk Piestkeim ein Teil desselben. Die Zahl der Einwohner Piestkeims belief sich im Jahre 1910 auf gerade einmal sieben.
Am 30. September 1928 verlor der Gutsbezirk Piestkeim seine Eigenständigkeit und wurde nach Spiegelberg (polnisch Spręcowo) eingemeindet.
Als 1945 in Kriegsfolge das gesamte südliche Ostpreußen an Polen fiel, erhielt Piestkeim die polnische Namensform „Pistki“. Bereits in den 1950er Jahren verlor sich die Spur des kleinen Ortes, der in der Gemeinde Spręcowo aufgegangen zu sein scheint. Jedenfalls gilt er heute als „nieoficjalny przysiółek“ (= „nicht amtliche Örtlichkeit“) im Gebiet der Landgemeinde Dywity (Diwitten) im Powiat Olsztyński (Kreis Allenstein).

## Kirche
Bis 1945 war Piestkeim in die evangelische Kirche Allenstein in der Kirchenprovinz Ostpreußen der Kirche der Altpreußischen Union sowie in die römisch-katholische Kirche Braunswalde (polnisch Brąswałd) eingepfarrt.

## Verkehr
Piestkeim lag vor 1945 westlich der deutschen Reichsstraße 134 (heutige polnische Landesstraße 51) und war über den Abzweig in Spiegelberg (polnisch Spręcowo) auf direktem Wege zu erreichen.